# Ernst Bärtschi (Politiker)
Ernst Bärtschi (* 29. Juli 1882 in Trubschachen; † 3. April 1976 in Gerzensee; heimatberechtigt in Eggiwil und Bern) war ein Schweizer Politiker.

## Leben
Nach dem Besuch des Lehrerseminars Hofwil liess er sich an der Universität Bern zum Sekundarlehrer ausbilden und erwarb dort 1909 auch das Gymnasiallehrerdiplom. Während dieser Zeit war er Mitglied der Halleriana Bernensis. 1910 wurde er zum Dr. phil. promoviert und wirkte danach als Lehrer an der Knabensekundarschule und am Städtischen Gymnasium, das damals am Waisenhausplatz lag und 1926 in das Gebäude des heutigen Gymnasiums Kirchenfeld verlegt wurde. 1916 bis 1926 war Bärtschi Rektor des Real- und Handelsgymnasiums.
Als Mitglied der Freisinnig-Demokratischen Partei war er 1918 bis 1926 Mitglied des Berner Stadtrates (Legislative), wirkte 1927 bis 1951 als Gemeinderat (Mitglied der Exekutive) und war von 1937 bis 1951 Stadtpräsident. Zudem vertrat er die Stadt Bern 1930 bis 1947 im Grossen Rat des Kantons Bern und 1939 bis 1951 im Nationalrat.